# Szuhalei
Szuhalei (biał. Шугалеі; ros. Шугалеи, Szugalei; pol. hist. Szugalej) – wieś na Białorusi, w obwodzie homelskim, w rejonie lelczyckim, w sielsowiecie Simonicze.

## Warunki naturalne
Miejscowość położona jest wśród dużego kompleksu leśno-bagiennego.

## Historia
W dwudziestoleciu międzywojennym chutory położone w granicach Związku Sowieckiego. Od 1991 w niepodległej Białorusi.